# تپه عمویوردو ۴
تپه عمویوردو ۴ مربوط به دوره ساسانیان است. در شهرستان آوج، بخش آبگرم روستای شاخدار واقع شده و این اثر در تاریخ ۲۵ اسفند ۱۳۷۹ با شمارهٔ ثبت ۳۲۰۴ به‌عنوان یکی از آثار ملی ایران به ثبت رسیده است.